# 里瓦夫雷查
里瓦夫雷查，是西班牙拉里奥哈自治区的一个市镇。总面积35平方公里，总人口940人（2001年），人口密度27人/平方公里。